# 快官交流道
快官交流道位於臺灣彰化縣彰化市，為國道三號與台74線之交流道；亦是台74線與台74甲線之起點，因有連結台74甲線，所以不能稱為快官系統交流道，在國道三號上的指標為202k，於2003年1月17日通車。
|        | 202 快官 |      | 台中      |
|        | 202 快官 | 彰化 |           |
| 高鐵站 | 202 快官 |      |           |
|        | 0 快官   |      | 南投 和美 |
| 彰興路 | 0 快官   |      |           |
|        | 0 快官   |      | 和美 南投 |
|        | 0 快官   | 台中 |           |

## 簡述
快官交流道實際位於彰化縣彰化市東北角之田中央地區，而非快官地區。交流道之設計上須考量維持台14丙線與台74線的既有交通功能，同時在烏溪河床內新增之橋墩需合乎規範，盡量避免將匝道侵入河川行水線內，亦需考量國道三號在施工時能夠維持台74線的車流順暢。
此交流道為系統型兼服務型交流道，採半直接式匝道配合環道，即複合型交流道。匝道設計時速為70km/h，而環道設計速度為60km/h。
快官交流道部分與台74線烏溪橋機車專用道共構（路景圖）。

## 外部連結
- 國道三號快官交流道示意圖 （页面存档备份，存于）（交通部高速公路局）
- 台74線＆台74甲線快官交流道、台74甲線牛埔交流道示意圖 （页面存档备份，存于）（交通部公路總局）

1. ↑  近快官。